# 津川義勝
武田 義勝（たけだ よしかつ）は、安土桃山時代から江戸時代初期にかけての武将。武田元明の子（弟説もある）。京極氏の家臣。別名は津川義勝、佐々木義勝、佐々義勝。高浜城城代。

## 概略
若狭武田氏第9代当主・武田元明の子（あるいは弟）として誕生。母は京極竜子。
天正10年（1582年）、父（あるいは兄）・元明の自刃後、武田姓をはばかり津川姓を称した。のちに親族である京極高次に重臣として仕えた。
慶長5年（1600年）、主君・京極高次が関ヶ原の戦いの功により若狭一国の主となると大飯郡高浜城5千石を与えられ、また京極氏の本姓である佐々木姓を称することが許された。以後佐々義勝（佐々木義勝）として京極家重臣に列し、高浜城城代となった。
なお、『京極高次由緒書上』には義勝を「元明の弟」（すなわち武田義統の子）と記している。歴史学者の河村昭一は若狭武田氏と京極氏の関係から、武田氏の末裔を京極氏が庇護した可能性は考えられる話とした上で、年代的には弟説の方が無理はないのではないか、としている。

## 子孫
江戸時代丸亀藩家老の佐々家はこの末裔といわれている。
- 1836年10月25日丸亀藩主京極高朗が、多度郡白方村で大筒の試射に臨場した時、家老佐々九郎兵衛は供奉している[2]。
- 武田元明と伊賀守晴員の娘との間に生まれた子を北政所が密かに保護し、木下勝俊として素性を偽って養育したという異説がある。木下利房も兄勝俊と同様に子の伝承がある[3]。

## 関連書籍
- 香川家文書『万事覚附』
- 若狭守護代記
- 長嘯子新集
- 福井県史